# Huracà Andrew
L'Huracà Andrew va ser el segon huracà més poderós i l'últim dels tres huracans de Categoria 5 que van recalar als EUA durant el segle xx, després de l'huracà del dia del treball de 1935 i l'huracà Camille del 1969. Andrew provocà un total de 65 víctimes mortals.
Entre el 16 i el 28 d'agost de 1992, Andrew colpejà el nord-oest de les Bahames, el sud de Florida a Homestead i el sud-oest de Louisiana al voltant Morgan City. Andrew causà $26.500 milions de dòlars en danys, convertint-se en el cost màxim al sud de Florida, encara que d'altres fonts els situen entre els 27.000 milions i els 34.000 milions de dòlars. La pressió atmosfèrica en el centre va ser la quarta més baixa mai registrada dels ciclons registrats als Estats Units i va ser l'huracà atlàntic més costós de la història dels Estats Units d'Amèrica fins que va ser superat per l'huracà Katrina durant la temporada del 2005.